# Ataque al puerto de Pisco
El Ataque al puerto de Pisco fue un enfrentamiento llevado a cabo durante la segunda expedición de la escuadra de Thomas Cochrane al Perú, donde unidades de infantería de marina chilena atacaron el puerto de Pisco derrotando a la guarnición realista que lo protegía y ocupando brevemente la población.

## Antecedentes
El almirante Thomas Cochrane había puesto por segunda vez un bloqueo sobre el puerto del Callao con el objetivo de destruir la flota española, esta vez, usando Cohetes Congreve para no acercarse y estar a distancia de las baterías del puerto, pero las condiciones climáticas y el pésimo material del que estaban hecho los cohetes hicieron fracasar el ataque del almirante al puerto.
Por otra parte, Cochrane al empezar la expedición había recibido información de una fuerza naval salida de Cádiz venía, se trataba de la división del brigadier de la armada Rosendo Porlier y Asteguieta que se dirigía al Callao a reforzar la flota española en el pacífico, por lo que Cochrane estaba decidido a interceptar esa flota y con ese objetivo levantó el bloqueo para poder atacarla en el camino. Después de semanas de navegación sus hombres ya estaban cansados por la agitación del mar y la falta de víveres. Ante esto, Cochrane decidió dividir su flota en dos partes, destinando al norte la uno cuyo mando se reservó, compuesto por el navío "San Martín", la fragata "O’Higgins" y los bergantines "Araucano" y "Pueyrredón", y enviando la otra, formada por la fragata "Lautaro", el bergantín "Galvarino" y el transporte "Jerezana" que quedarían bajo el mando de Martin Guisse quien debía dirigirse a Pisco para proveer a la escuadra de aguardiente y de víveres que tanto necesitaban.

## Movimientos previos al encuentro
El capitán Guisse, comandante de esta expedición, llegó a Pisco en la mañana del 7 de noviembre, no habiéndole permitido los vientos entrar de noche, como hubiera deseado Cochrane para obtener el factor sorpresa. Guise contaba con un batallón de infantería de marina de 350 hombres, que encabezaban el teniente coronel Jaime Charles y el mayor Guillermo Miller.
Por su parte, los comerciantes españoles de la zona habían solicitado al virrey Joaquín de la Pezuela el envío de tropas para salvaguardar sus intereses, estando la guarnición, a las órdenes del mariscal Manuel Gonzáles, compuesta en aquel momento de 350 milicianos de infantería, 80 jinetes y de 2 piezas de artillería, según dice el virrey Pezuela en su Manifiesto, a excepción de los artilleros esta tropa se componía de bisoños milicianos sacados de la guarnición de Lima. Fuentes patriotas por su parte hacen ascender el número de las fuerzas realistas acantonadas en Pisco hasta aproximadamente 1.000 hombres. (600 infantes, 300 jinentes y 4 cañones)
En cuanto divisaron la flota patriota, los realistas tomaron posiciones. La artillería, sostenida por la caballería, ocupaba a la izquierda una altura que dominaba la entrada del pueblo, en cuya plaza se hallaba formada la infantería y cuya ala derecha estaba defendida por un fuerte construido en la costa.

## Desarrollo del ataque
Para atacar, el teniente coronel Charles dividió sus fuerzas en 4 secciones, la primera al mando del oficial francés Salvador Soyer se encargaría de avanzar sobre la izquierda de la ciudad, la segunda al mando del capitán argentino Manuel Urquiza atacaría la altura ocupada por la artillería mientras que la tercera y más numerosa bajo el mando del mayor Miller se dirigiría contra el grueso de la fuerza realista que ocupaba el pueblo, finalmente el propio Charles al mando de la cuarta sección se interpondría entre la artillería y el pueblo para cortar la retirada a los infantes realistas.
Mientras las fuerzas patriotas se desplazaban a tomar sus respectiva posiciones de ataque, el capitán Hind, con una partida de coheteros, formada de marinos, llamaba al mismo tiempo la atención del fuerte disparando sus proyectiles sobre él.
Emboscados en los edificios del pueblo y las tapias adyacentes, y apoyados a su vez por las piezas de artillería, los españoles hacían un fuego horroroso sobre la columna patriota.
Charles avanzó resueltamente sobre las posiciones realistas pero amagado este oficial por los fuegos de la infantería enemiga cayó mortalmente herido siendo Urquiza y Miller igualmente alcanzados por una descarga durante la última etapa del combate. 
Caídos los jefes patriotas, el mando recayó sobre el capitán alemán Guticke quien continuó el ataque logrando poner en fuga a la infantería enemiga a lo que pronto siguió también la caballería. El mariscal Gonzales retiró sus fuerzas a la cercana hacienda de Caucato, a la orilla derecha del río Pisco, donde permaneció en actitud expectante hasta la retirada de las fuerzas patriotas.

## Consecuencias
Se desconoce el numeró de bajas exactas pero en ambos bandos debieron ser considerables, en el lado de los independentista se lamentaría la pérdida del teniente coronel Jaime Charles quien murió a las pocas horas de haber sido llevado a bordo de la fragata "Lautaro" por la gravedad de sus heridas. 
Por otro lado, dueños los patriotas del puerto de Pisco, lograron embarcar los víveres que tanto necesitaban para suplir las necesidades de la expedición. Cargadas estas, Guisse ordenó que se destruyera el fuerte de la zona para evitar su uso por el enemigo, y procedió a reembarcar a las tropas y heridos restantes para salir del puerto y continuar las operaciones. Antes de abandonar el puerto una partida de marinos destruyó aguardientes de Pisco, que no habían logrado embarcar, por un valor de 200.000 duros. Por insistencia de los vecinos que habían sido perjudicados por el saqueo de la escuadra chilena el virrey Pezuela depusó al mariscal Gonzales, ordenando su traslado a Lima siendo provisionalmente reemplazado por el coronel Andrés García Camba.